# Crataegus cuneiformis
Crataegus cuneiformis là loài thực vật có hoa trong họ Hoa hồng. Loài này được (Marshall) Eggl. mô tả khoa học đầu tiên năm 1913.